# Dieter Hegen
Dieter Hegen (ur. 29 kwietnia 1962 w Kaufbeuren) – niemiecki hokeista grający na pozycji napastnika (lewoskrzydłowego), reprezentant kraju, olimpijczyk, trener.
Jeden z najlepszych hokeistów w historii niemieckiego hokeja na lodzie. Reprezentował barwy: dwukrotnie ESV Kaufbeuren (awans do Bundesligi), Kölner EC (dwukrotny mistrz Niemiec), dwukrotnie Düsseldorfer EG (czterokrotny mistrz Niemiec), Hedosu Monachium (mistrz Niemiec), Maddogs Monachium oraz Starbulls Rosenheim. Z reprezentacją RFN U-18 2-krotnie uczestniczył w mistrzostwach Europy U-18, z reprezentacją RFN U-20 2-krotnie uczestniczył w mistrzostwach świata juniorów, natomiast z seniorską reprezentacją RFN/Niemiec 5-krotnie uczestniczył w zimowych igrzyskach olimpijskich (1984, 1988, 1992, 1994, 1998), 13-krotnie w mistrzostwach świata, w Canada Cup 1984, w Pucharze Świata 1996 oraz 8-krotnie w Deutschland Cup (dwukrotny triumf).
Dieter Hegen w trakcie kariery sportowej zyskał pseudonim Didi.
Był także nagradzany indywidualnie: trzykrotny zdobywca Trofeum Fritza Poitscha – dla najlepszego strzelca w Bundeslidze, król strzelców oraz najlepszy punktujący mistrzostw świata juniorów 1981, Hokeista Roku w Bundeslidze, 7-krotnie wybierany do Drużyny Gwiazd Bundesligi, zawodnik roku w reprezentacji Niemiec, Nowicjusz Roku w Bundeslidze, członek Galerii Sławy IIHF (23 maja 2010) – jako jeden z trzynastu niemieckich hokeistów oraz członek Galerii Sław Niemieckiego Hokeja na Lodzie. Jest drugim po Erichu Kühnhacklu najlepszym strzelcem w historii Bundesligi (451 goli). Ma także w reprezentacji Niemiec zastrzeżony numer (numer 23).
Jako trener trenował: dwukrotnie EV/Füchse Duisburg (awans do ligi DEL), reprezentację Niemiec w street hockeyu, ESV Kaufbeuren U-18, Kaufbeuren Buron Joker oraz Düsseldorfer EG U-15. Był także dwukrotnie menedżerem w ESV Kaufbeuren.

## Kariera
Dieter Hegen karierę sportową rozpoczął w 1979 roku w ESV Kaufbeuren i już w swoim debiutanckim sezonie 1979/1980 zapowiadał się na świetnego zawodnika, w którym oprócz awansu do Bundesligi zaimponował indywidualnymi statystykami: w 42 meczach zdobył 124 punkty (60 goli, 64 asysty) oraz spędził 51 minut na ławce kar. Pierwszy sezon Hegena w Bundeslidze, sezon 1980/1981 również był imponujący: w 43 meczach zdobył 89 punktów (54 gole, 35 asyst) oraz spędził 34 minuty na ławce kar, co dało mu zdobycie Trofeum Fritza Poitscha, tytułu Nowicjusza Roku w Bundeslidze oraz miejsca w Drużynie Gwiazd Bundesligi (tę nominację otrzymał także w sezonie 1983/1984 oraz w sezonie 1984/1985), a także zwróciło uwagę działaczy klubu ligi NHL, Montrealu Canadiens, którzy 10 czerwca 1981 roku podczas draftu NHL wybrali Hegena w 3 rundzie z numerem 46. W klubie grał do końca sezonu 1985/1986.
Następnie został zawodnikiem Kölner EC, w którym poznał sympatycznego partnera w drużynie, Gerda Truntschkę. Z tym silnym technicznie i najlepszym, z którego podań Hegen często zdobywał gole z linii montażowej, stworzył jeden z najlepszych duetów w historii niemieckiego hokeja na lodzie. Mieli oni znaczący udział w zdobyciu przez klub dwukrotnego mistrzostwa Niemiec (1987, 1988) oraz w sezonie 1988/1989 zajął 3. miejsce w rozgrywkach ligowej, po wygranej w ostatecznej rywalizacji (5:2, 5:5) z Mannheimer ERC (Hegen zdobył także z 39 golami Trofeum Fritza Poitscha oraz wybrany do Drużyny Gwiazd Bundesligi). Po sezonie 1988/1989 obaj zawodnicy przenieśli się do Düsseldorfer EG, w którym mieli okazję grać z ówczesnymi gwiazdami Bundesligi, takimi jak: Peter-John Lee, Chris Valentine, Uli Hiemer, Mike Schmidt czy bramkarz Helmut de Raaf, z którymi zdobyli trzykrotne z rzędu mistrzostwo Niemiec (1990–1992), trzykrotnie z rzędu wybierani do Drużyny Gwiazd Bundesligi (1990–1992), natomiast Hegen w sezonie 1991/1992, z 41 golami po raz trzeci w karierze zdobył Trofeum Fritza Poitscha oraz po raz pierwszy w karierze zdobył tytuł Hokeisty Roku w Bundeslidze.
Po sezonie 1991/1992 obaj zawodnicy przenieśli się do Hedosu Monachium, w którym w sezonie 1993/1994 (ostatnim sezonie Bundesligi) zdobyli mistrzostwo Niemiec po wygranej rywalizacji w finale 3:0 (4:2, 3:2, 4:1) z byłym klubem, Düsseldorfer EG. Po sezonie 1993/1994 Gerd Truntschka zakończył karierę sportową, natomiast Hegen po utworzeniu ligi DEL został zawodnikiem kontynuatora tradycji monachijskiego klubu, Maddogsu Monachium, jednak w trakcie sezonu 1994/1995 klub zbankrutował, w związku z czym Hegen wrócił do Düsseldorfer EG, z którym w sezonie 1995/1996 zdobył mistrzostwo Niemiec po wygranej rywalizacji w finale 3:1 (4:7, 5:1, 5:0, 4:2) z byłym klubem Hegena, Kölner Haie.
Po wycofaniu się Düsseldorfer EG z rozgrywek ligowych po sezonie 1997/1998 Hegen przeniósł się do Starbulls Rosenheim, w którym grał do końca sezonu 1999/2000, po czym wrócił do swojego macierzystegi klubu, ESV Kaufbeuren, który wówczas występował w Oberlidze, a po sezonie 2001/2002 zakończył karierę sportową.
Łącznie w Bundeslidze rozegrał 42 mecze, w których zdobył 124 punkty (60 goli, 64 asysty) oraz spędził 51 minut na ławce kar, w Bundeslidze/lidze DEL, w fazie zasadniczej rozegrał 783 mecze, w których zdobył 1064 punkty (565 goli, 499 asyst) oraz spędził 794 minuty na ławce kar, natomiast w fazie play-off rozegrał 120 meczów, w których zdobył 175 punktów (86 goli, 89 asyst) oraz spędził 151 minut na ławce kar, w Oberlidze, w fazie zasadniczej rozegrał 28 meczów, w których zdobył 23 punkty (8 goli, 15 asyst) oraz spędził 42 minuty na ławce kar.

## Kariera reprezentacyjna
Dieter Hegen z reprezentacją RFN U-18 dwukrotnie uczestniczył w mistrzostwach Europy U-18 (1979, 1980), natomiast z reprezentacją RFN U-20 dwukrotnie uczestniczył w mistrzostwach świata juniorów (1981, 1982). Na turnieju 1981 w RFN był 8 golami królem strzelców oraz z 9 punktami najlepszym punktującym.
W latach 1981–1998 w seniorskiej reprezentacji RFN rozegrał 301 meczów, w których zdobył 185 punktów (117 gole, 68 asyst) oraz spędził 191 minut na ławce kar, a od 1995 roku był kapitanem Noszących Orła. 5-krotnie uczestniczył w zimowych igrzyskach olimpijskich (1984, 1988, 1992, 1994, 1998). Ponadto 13-krotnie uczestniczył w mistrzostwach świata (1982, 1983 || MŚ, 1985, 1986, 1987, 1989, 1990, 1991, 1992, 1993, 1996, 1997, 1998 – spadek do Grupy B).
Ponadto uczestniczył w Canada Cup 1984, 8-krotnie w Deutschland Cup (1987 – 2. miejsce, 1988 – 2. miejsce, 1992 – 2. miejsce, 1993 – 2. miejsce, 1994, 1995 – triumf, 1996 – triumf, 1997) oraz w Pucharze Świata 1996.
W 1991 roku został wybrany Zawodnikiem Roku w reprezentacji Niemiec.

## Kariera trenerska

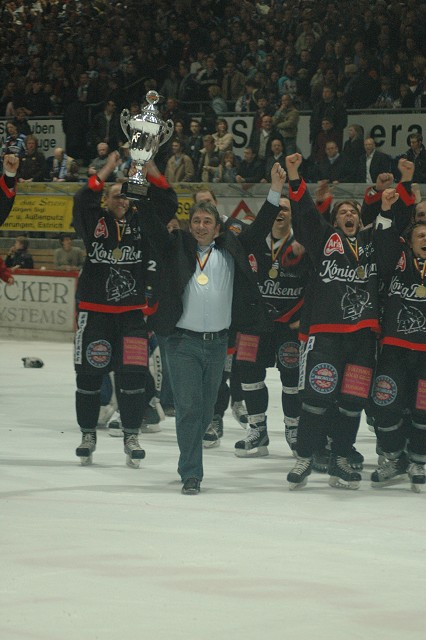
Dieter Hegen po awansie EV Duisburg do ligi DEL, 2005 rok

Dieter Hegen po zakończeniu kariery sportowej rozpoczął karierę trenerską. W 2002 roku został trenerem występującego w 2. Bundeslidze EV Duisburg (w 2004 roku zmienił nazwę na Füchse Duisburg), z którym w sezonie 2004/2005 po wygranej rywalizacji w finale 3:0 (3:2 p.d., 2:1 p.d., 5:3) z EHC Straubing awansował do ligi DEL, wygrywając tym samym swój 8. finał w rozgrywkach krajowych (pierwszy jako trener) oraz trzeci finał bez porażki (wcześniej w sezonie 1991/1992 z Düsseldorfer EG oraz w sezonie 1993/1994 z Hedosem Monachium). W październiku 2007 roku, z powodu słabych wyników, został zastąpiony przez dotychczasowego dyrektora sportowego drużyny Lisów, Franza Fritzmeiera, który był tymczasowym trenerem klubu. Wkrótce jego funkcję przejął Peter Draisaitl, jednak we wrześniu 2008 roku ponownie został trenerem drużyny Lisów, zastępując tym samym Karela Langa, jednak 7 stycznia 2009 roku wraz z kierownictwem drużyny Lisów, odszedł z niej, po czym na stanowisku trenera zastąpił go Hans-Willi Mühlenhaus.
Podczas piłkarskich mistrzostw świata 2010 w RPA, był zaangażowany w projekcie pt. Wir helfen in Afrika (pl. Pomagamy Afryce), gdzie był sponsorem swojego rodzinnego miasta, Kaufbeuren.
22 kwietnia 2011 roku został selekcjonerem reprezentacji Niemiec w hokejballu, którą w tym samym roku prowadził na mistrzostwach świata 2011 w Bratysławie, podczas których reprezentacja Niemiec została sklasyfikowana na 8. miejscu. Sprawował tę funkcję do 2013 roku. W międzyczasie, w latach 2011–2012 łączył funkcję z pracą trenera ESV Kaufbeuren U-18, a w latach 2012–2013 menedżera ESV Kaufbeuren.
28 czerwca 2013 roku został trenerem ESV Kaufbeuren, jednak 20 stycznia 2014 roku został zastąpiony przez Ulricha Egena, a sam ponownie został dyrektorem sportowym klubu, którym był do 17 listopada 2014 roku, kiedy wraz z Ulrichem Egenem został zwolniony z powodu słabych wyników klubu.
W latach 2019–2020 ponownie był trenerem Füchse Duisburg, a od 2021 roku trenuje Düsseldorfer EG U-15.

## Statystyki

### Klubowe
| 1979/1980         | ESV Kaufbeuren       | 2.GBun            | 42  | 60  | 64  | 124  | 51  | —   | —  | —  | —   | —   |
| 1980/1981         | ESV Kaufbeuren       | 1.GBun            | 43  | 54  | 35  | 89   | 34  | —   | —  | —  | —   | —   |
| 1981/1982         | ESV Kaufbeuren       | 1.GBun            | 47  | 45  | 36  | 81   | 51  | 3   | 3  | 0  | 3   | 7   |
| 1982/1983         | ESV Kaufbeuren       | 1.GBun            | 36  | 38  | 15  | 53   | 60  | 7   | 8  | 7  | 15  | 18  |
| 1983/1984         | ESV Kaufbeuren       | 1.GBun            | 41  | 39  | 23  | 62   | 58  | 6   | 7  | 4  | 11  | 17  |
| 1984/1985         | ESV Kaufbeuren       | 1.GBun            | 33  | 31  | 23  | 54   | 40  | 9   | 7  | 4  | 11  | 25  |
| 1985/1986         | ESV Kaufbeuren       | 1.GBun            | 26  | 21  | 25  | 46   | 43  | 4   | 2  | 4  | 6   | 2   |
| 1986/1987         | Kölner EC            | 1.GBun            | 33  | 14  | 19  | 33   | 18  | —   | —  | —  | —   | —   |
| 1987/1988         | Kölner EC            | 1.GBun            | 35  | 26  | 35  | 61   | 34  | 11  | 4  | 5  | 9   | 12  |
| 1988/1989         | Kölner EC            | 1.GBun            | 36  | 35  | 31  | 66   | 27  | 9   | 3  | 5  | 8   | 12  |
| 1989/1990         | Düsseldorfer EG      | 1.GBun            | 36  | 34  | 15  | 49   | 36  | 11  | 13 | 12 | 25  | 20  |
| 1990/1991         | Düsseldorfer EG      | 1.GBun            | 32  | 29  | 14  | 43   | 35  | 13  | 13 | 6  | 19  | 8   |
| 1991/1992         | Düsseldorfer EG      | 1.GBun            | 44  | 41  | 42  | 83   | 26  | 9   | 8  | 13 | 21  | 6   |
| 1992/1993         | Hedos Monachium      | 1.GBun            | 44  | 23  | 18  | 41   | 48  | 4   | 2  | 3  | 5   | 0   |
| 1993/1994         | Hedos Monachium      | 1.GBun            | 44  | 21  | 26  | 47   | 39  | 9   | 10 | 11 | 21  | 6   |
| 1994/1995         | Maddogs Monachium    | DEL               | 15  | 13  | 12  | 25   | 28  | —   | —  | —  | —   | —   |
| 1994/1995         | Düsseldorfer EG      | DEL               | 24  | 17  | 20  | 37   | 14  | 5   | 1  | 3  | 4   | 2   |
| 1995/1996         | Düsseldorfer EG      | DEL               | 48  | 24  | 31  | 55   | 38  | 13  | 3  | 7  | 10  | 10  |
| 1996/1997         | Düsseldorfer EG      | DEL               | 41  | 17  | 22  | 39   | 24  | 4   | 2  | 4  | 6   | 6   |
| 1997/1998         | Düsseldorfer EG      | DEL               | 46  | 23  | 23  | 46   | 59  | 3   | 0  | 1  | 1   | 0   |
| 1998/1999         | Star Bulls Rosenheim | DEL               | 46  | 16  | 20  | 36   | 62  | —   | —  | —  | —   | —   |
| 1999/2000         | Star Bulls Rosenheim | DEL               | 33  | 4   | 14  | 18   | 20  | —   | —  | —  | —   | —   |
| 2000/2001         | ESV Kaufbeuren       | OL                | 45  | 30  | 24  | 54   | 85  | 3   | 1  | 1  | 2   | 2   |
| 2001/2002         | ESV Kaufbeuren       | OL                | 28  | 8   | 15  | 23   | 42  | —   | —  | —  | —   | —   |
| 2.GBun Ogółem     | 2.GBun Ogółem        | 2.GBun Ogółem     | 42  | 60  | 64  | 124  | 51  | —   | —  | —  | —   | —   |
| 1.GBun/DEL Ogółem | 1.GBun/DEL Ogółem    | 1.GBun/DEL Ogółem | 783 | 565 | 499 | 1064 | 794 | 120 | 86 | 89 | 175 | 151 |
| OL Ogółem         | OL Ogółem            | OL Ogółem         | 28  | 8   | 15  | 23   | 42  | —   | —  | —  | —   | —   |

### Reprezentacyjne
| Rok                | Drużyna            | Turniej            | Miejsce            |     | M  | G  | A   | Pkt | Min |
| ------------------ | ------------------ | ------------------ | ------------------ | --- | -- | -- | --- | --- | --- |
| 1979               | RFN U-18           | MEU18              | 7                  | 5   | 0  | 1  | 1   | 2   |     |
| 1980               | RFN U-18           | MEU18              | 7                  | 5   | 6  | 4  | 10  | 10  |     |
| 1981               | RFN U-20           | MŚJ                | 5                  | 5   | 8  | 1  | 9   | 12  |     |
| 1982               | RFN U-20           | MŚJ                | 7                  | 7   | 7  | 2  | 9   | 12  |     |
| 1982               | RFN                | MŚ                 | 6                  | 7   | 1  | 0  | 1   | 0   |     |
| 1983               | RFN                | MŚ                 | 5                  | 10  | 3  | 1  | 4   | 2   |     |
| 1984               | RFN                | IO                 | 5                  | 6   | 4  | 1  | 5   | 2   |     |
| 1984               | RFN                | CC                 | 6                  | 4   | 0  | 0  | 0   | 0   |     |
| 1985               | RFN                | MŚ                 | 7                  | 10  | 5  | 5  | 10  | 4   |     |
| 1986               | RFN                | MŚ                 | 7                  | 9   | 1  | 1  | 2   | 8   |     |
| 1987               | RFN                | MŚ                 | 6                  | 8   | 5  | 2  | 7   | 4   |     |
| 1987               | Niemcy             | DC                 |                    | 2   | 0  | 2  | 2   | 2   |     |
| 1988               | RFN                | IO                 | 5                  | 8   | 5  | 2  | 7   | 4   |     |
| 1988               | Niemcy             | DC                 |                    | 3   | 0  | 0  | 0   | 0   |     |
| 1989               | RFN                | MŚ                 | 7                  | 10  | 2  | 3  | 5   | 16  |     |
| 1990               | RFN                | MŚ                 | 7                  | 10  | 1  | 1  | 2   | 10  |     |
| 1991               | Niemcy             | MŚ                 | 8                  | 10  | 3  | 2  | 5   | 0   |     |
| 1992               | Niemcy             | IO                 | 6                  | 8   | 4  | 3  | 7   | 6   |     |
| 1992               | Niemcy             | MŚ                 | 6                  | 6   | 7  | 2  | 9   | 10  |     |
| 1992               | Niemcy             | DC                 |                    | 3   | 2  | 1  | 3   | 2   |     |
| 1993               | Niemcy             | MŚ                 | 5                  | 6   | 6  | 2  | 8   | 10  |     |
| 1993               | Niemcy             | DC                 |                    | 3   | 2  | 2  | 4   | 0   |     |
| 1994               | Niemcy             | IO                 | 7                  | 8   | 2  | 1  | 3   | 4   |     |
| 1994               | Niemcy             | DC                 | 6                  | 2   | 0  | 0  | 0   | 0   |     |
| 1995               | Niemcy             | DC                 |                    | 3   | 3  | 1  | 4   | 0   |     |
| 1996               | Niemcy             | MŚ                 | 8                  | 6   | 2  | 1  | 3   | 2   |     |
| 1996               | Niemcy             | PŚ                 | 6                  | 4   | 0  | 1  | 1   | 6   |     |
| 1996               | Niemcy             | DC                 |                    | 3   | 0  | 3  | 3   | 0   |     |
| 1997               | Niemcy             | Kw. IO             | 1                  | 3   | 0  | 1  | 1   | 2   |     |
| 1997               | Niemcy             | MŚ                 | 11                 | 8   | 0  | 0  | 0   | 6   |     |
| 1997               | Niemcy             | DC                 | 4                  | 3   | 1  | 0  | 1   | 2   |     |
| 1998               | Niemcy             | IO                 | 9                  | 3   | 1  | 0  | 1   | 0   |     |
| 1998               | Niemcy             | MŚ                 | 11                 | 6   | 3  | 1  | 4   | 0   |     |
| 1998               | Niemcy             | Kw. MŚ             | 4                  | 2   | 0  | 0  | 0   | 2   |     |
| Ogółem jako junior | Ogółem jako junior | Ogółem jako junior | Ogółem jako junior | 22  | 21 | 8  | 29  | 36  |     |
| Ogółem jako senior | Ogółem jako senior | Ogółem jako senior | Ogółem jako senior | 174 | 63 | 39 | 102 | 94  |     |

## Sukcesy

### Zawodnicze
ESV Kaufbeuren
- Awans do Bundesligi: 1980

Kölner EC
- Mistrzostwo Niemiec: 1987, 1988
- 3. miejsce w Bundeslidze: 1989

Düsseldorfer EG
- Mistrzostwo Niemiec: 1990, 1991, 1992, 1996

Hedos Monachium
- Mistrzostwo Niemiec: 1994

Reprezentacyjne
- Deutschland Cup: 1995, 1996
- 2. miejsce w Deutschland Cup: 1987, 1988, 1992, 1993

### Trenerskie
Füchse Duisburg
- Awans do ligi DEL: 2005

### Indywidualne
- Trofeum Fritza Poitscha: 1981, 1989, 1992
- Król strzelców mistrzostw świata juniorów: 1981 (8 goli)
- Najlepszy punktujący mistrzostw świata juniorów: 1981 (9 punktów)
- Hokeista Roku w Bundeslidze: 1992
- Drużyna Gwiazd Bundesligi: 1981, 1984, 1985, 1989, 1990, 1991, 1992
- Zawodnik Roku w reprezentacji Niemiec: 1991
- Nowicjusz Roku w Bundeslidze: 1981
- Członek Galerii Sław IIHF: 2010
- Członek Galerii Sław Niemieckiego Hokeja na Lodzie
- Zastrzeżony numer w reprezentacji Niemiec: numer 23

## Życie prywatne
Dieter Hegen ma starszego brata Gerharda (ur. 1959), również hokeistę. Hokeistami są również syn Fabian (ur. 1991) oraz bratanek, syn Gerharda Timo (ur. 1997).